# Voie romaine Tongres-Tirlemont
La chaussée de Tongres à Tirlemont ou voie romaine Tongres-Tirlemont est une voie romaine de la Germanie inférieure reliant Atuatuca Tungrorum, capitale de la civitas du peuple des Tungri, aujourd'hui Tongres à Tirlemont (Belgique).

## Topographie
Partant de Tongres (province de Limbourg - Belgique actuelle), cette voie romaine d'environ 36 km traverse la Hesbaye d'est en ouest pour rejoindre Tirlemont (province du Brabant flamand).  Cette voie est l'une des six chaussées partant de Tongres. Il est possible que cette voie romaine se prolongeait à l'ouest depuis Tirlemont vers Cassel (Nord de la France) mais cette hypothèse n'est pas confirmée.

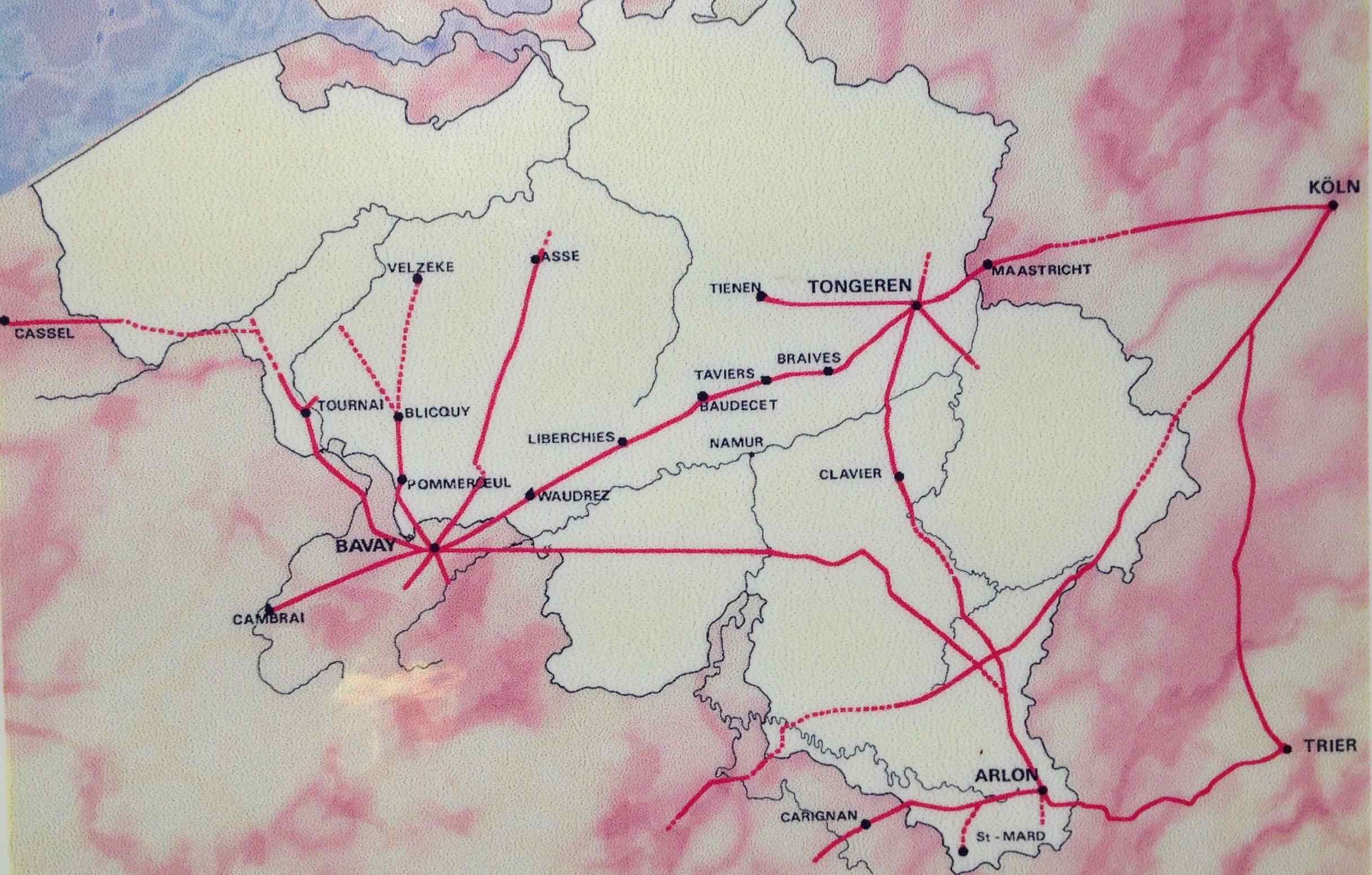
Chaussées romaines de la Belgique actuelle

La voie antique possède de nombreux secteurs bien conservés et faisant encore souvent fonction de voie de communication parfois sous forme de chemin de terre ou de voirie empierrée. Parfois, la voie romaine est recouverte d'asphalte. 

## Itinéraire
La chaussée quitte Tongres par un chemin empierré longeant la colline du Beukenberg (aqueduc romain). Le site propre se retrouve à 4 km à l'ouest de Tongres, sur le territoire de Looz, entre le ruisseau Mombeek et la localité de Bommershoven. La voie s'appelle Oude Kassei et traverse Bommershoven puis passe au sud de Grand-Looz (ruines d'une villa romaine) et de Hendrieken avant de rejoindre Voort (Romeinse Kassei). Le tracé continue dans une direction plein ouest avant d'être subitement interrompu à Brustem par l'implantation du Limburg Regional Airport. Après l'aéroport, la voie antique continue son cheminement dans la même direction en passant par la localité de Velm (commune de Saint-Trond) , en empruntant la Romeinseweg puis en passant à l'extrémité sud de la commune de Léau. Ensuite, la vieille chaussée traverse Overhespen (commune de Linter) avant de rejoindre Tirlemont en passant à proximité des tumuli de Grimde.

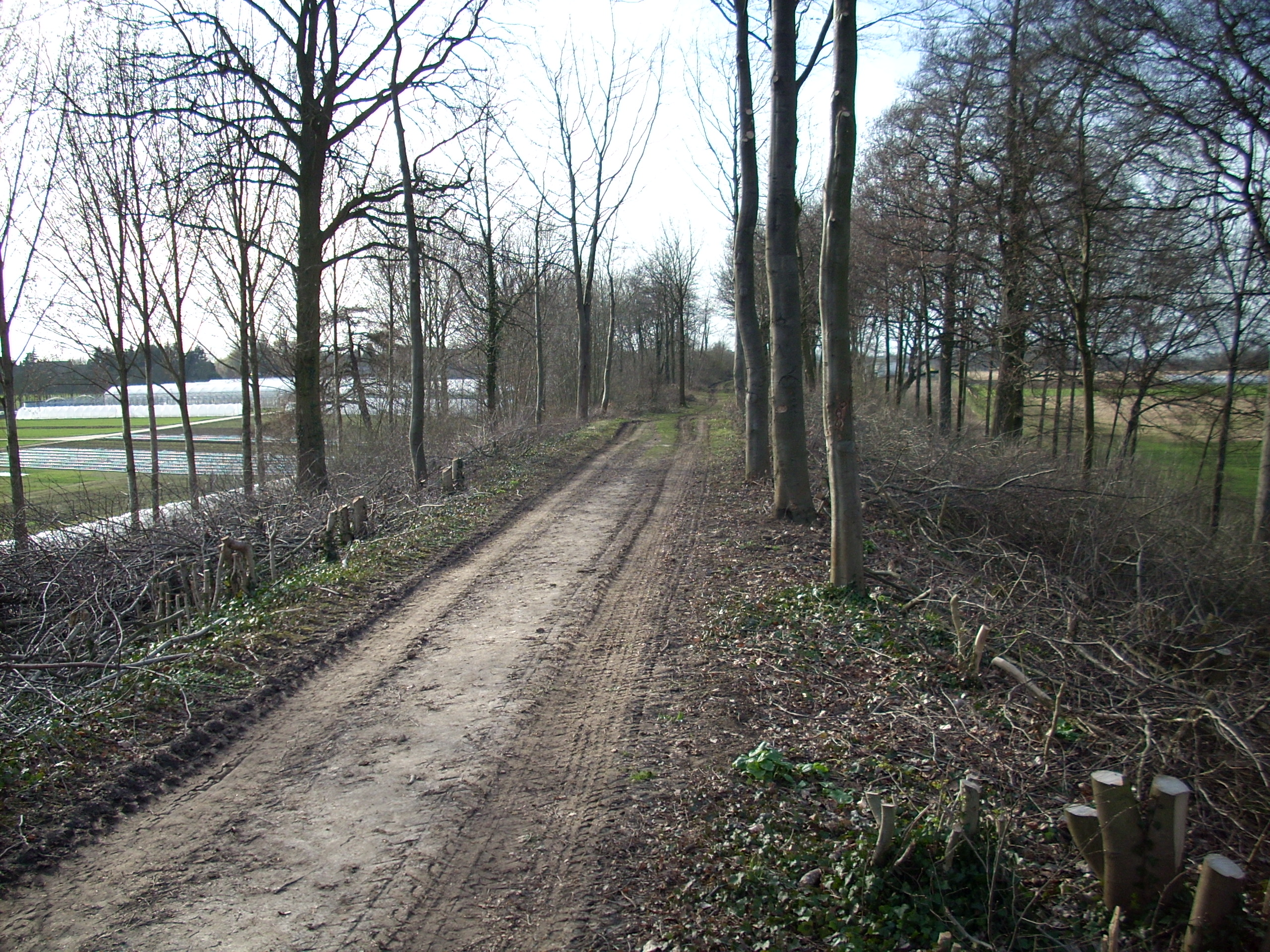
La voie à la sortie de Tongres (Beukenberg)
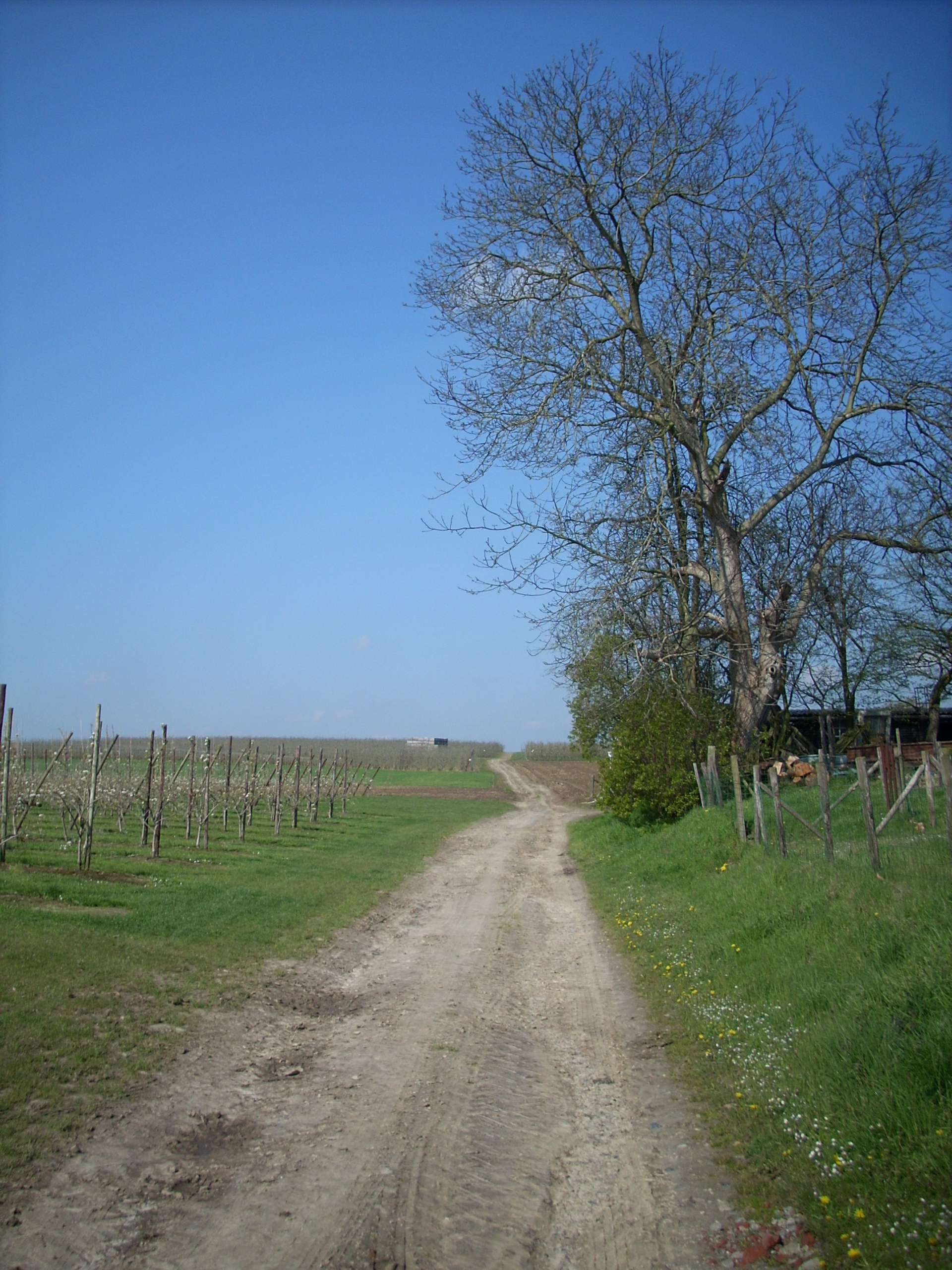
La chaussée romaine à  Bommershoven
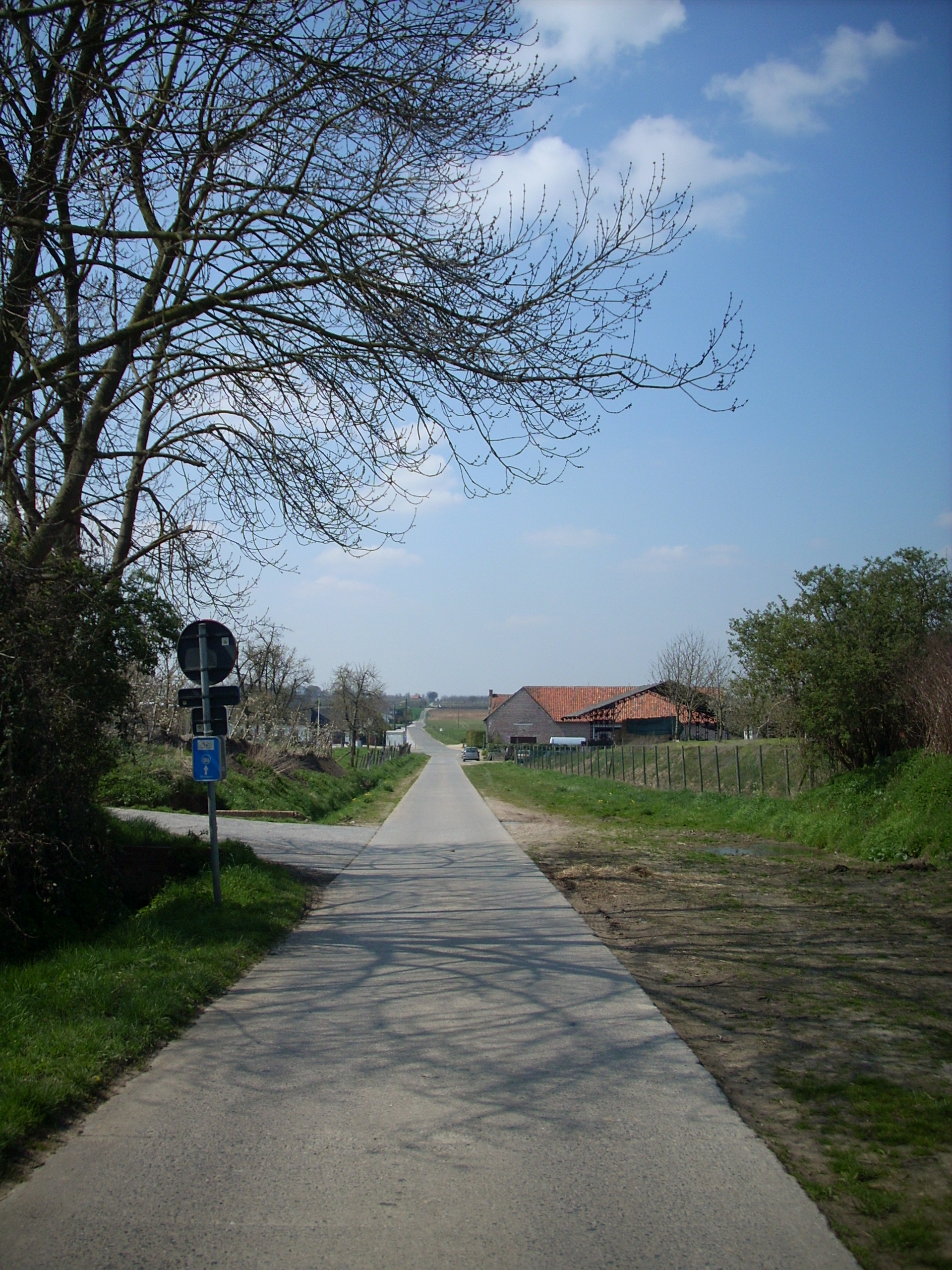
La chaussée romaine à Velm

## Sources et liens externes
- (nl) La chaussée romaine entre Tongres et Tirlemont, Robert Nouwen
- Tracé de la voie romaine sur vici.org